# 해피타임 (문화방송)
《해피타임》은 2005년 1월 23일부터 2016년 4월 3일까지 방송되었던 예능 프로그램이다.

## 기획 의도
MBC 프로그램에서 NG와 명장면을 짚어보고 과거 인기있었던 프로그램도 되짚어보는 예능 프로그램이다.

## 방송 시간
| 방송 채널 | 방송 기간                         | 방송 시간                            |
| --------- | --------------------------------- | ------------------------------------ |
| MBC TV    | 2005년 1월 23일 ~ 2007년 5월 20일 | 매주 일요일 아침 8시 50분 ~ 9시 50분 |
| MBC TV    | 2007년 5월 27일 ~ 2009년 4월 26일 | 매주 일요일 아침 8시 20분 ~ 9시 30분 |
| MBC TV    | 2009년 5월 3일 ~ 2012년 7월 22일  | 매주 일요일 아침 8시 10분 ~ 9시 25분 |
| MBC TV    | 2012년 8월 19일 ~ 2016년 4월 3일  | 매주 일요일 아침 8시 ~ 9시 15분      |

## 진행자
| 대수 | 진행자                      | 진행 기간                          |
| ---- | --------------------------- | ---------------------------------- |
| 1대  | 박수홍 최은경               | 2005년 1월 23일 ~ 2014년 12월 21일 |
| 2대  | 문희준 김지민 로빈 데이아나 | 2014년 12월 28일 ~ 2016년 4월 3일  |

## 방송 회차
- 1회(2005년 1월 23일) 테마NG스페셜
- 120회(2007년 5월 27일) 명작극장 - 수사반장
- 128회(2007년 7월 22일) 명작극장 - 별은 내 가슴에
- 146회(2007년 12월 9일) 명작극장 - 국희
- 153회(2008년 1월 27일) 명작극장 - 로망스
- 154회(2008년 2월 3일) 명작극장 - 여명의 눈동자
- 168회(2008년 5월 18일) 명작극장 - 보고 또 보고
- 187회(2008년 10월 5일) 명작극장 - 네 멋대로 해라
- 200회(2009년 1월 4일) 명작극장 - 전원일기
- 250회(2009년 12월 27일) 명작극장 - 뉴 논스톱
- 300회(2010년 12월 26일) 명작극장 - 주몽
- 452회(2014년 1월 19일) 명작극장 - 보고 또 보고
- 459회(2014년 3월 9일) 명작극장 - 국희
- 541회(2015년 12월 6일) 명작극장 - 단팥빵
- 557회(2016년 4월 3일) 명작극장 - 해를 품은 달

## 일부 지역 자체 방송
다음 지역은 자체방송으로 나오고 있다.
- MBC충북 - 아침 8시 ~ 9시 15분 : 스페셜 전국시대
- 대전MBC - 아침 8시 10분 ~ 9시 15분 : 전국이 보인다
- 광주MBC - 아침 8시 ~ 9시 15분 : 우리가락 우리문화
- 목포MBC - 아침 8시 ~ 9시 15분 : 일요포커스
- 여수MBC - 아침 8시 ~ 9시 15분 : 스페셜 전국시대
- 안동MBC - 아침 8시 ~ 9시 15분 : TV 전국이 보인다
- 포항MBC - 아침 8시 ~ 9시 15분 : 시사공감 구구포차 스페셜
- 부산MBC - 아침 8시 ~ 9시 15분 : 시사포커스
- 울산MBC - 아침 8시 ~ 8시 45분 : 건강한 밥상, 아침 8시 45분 ~ 9시 15분 : 히든 챔피언
- MBC경남 창원 - 아침 7시 10분 ~ 8시 20분 : 경남아 사랑해 스페셜, 아침 8시 20분 ~ 9시 15분 : 이만기의 만만한 토크
- MBC경남 진주 - 아침 8시 ~ 9시 15분 : 경남아 사랑해 스페셜

## 결방 사유 및 편성 변경
2008년
- 8월 24일 : 2008 베이징 올림픽 남자 마라톤 중계방송 관계로 인한 결방

## 예능 경쟁 프로그램
- 쇼 파워 비디오 (KBS 2TV)